# Bergpurperspreeuw
De bergpurperspreeuw (Aplonis santovestris) is een zeldzame spreeuwensoort. De vogel werd in 1934 verzameld en in 1937 geldig beschreven door Harrisson & Marshall. Het is een bedreigde, endemische vogelsoort in de Republiek Vanuatu (Oceanië).

## Kenmerken
De vogel is 17 cm lang. Het is een robuuste, merendeels warmbruin gekleurde soort purperspreeuw. Van boven is de vogel donker gekleurd, de kruin is bijna zwart. De iris is wit.

## Verspreiding en leefgebied
De bergpurperspreeuw is endemisch op het eiland Espiritu Santo van de Republiek Vanuatu. De vogel broedt in boomholtes, laag in de bomen, in het nevelwoud boven de 1200 m boven de zeespiegel en houdt zich voornamelijk op in de struiklaag van het bos. .

## Status
Tussen 1934 en 1991 werden er nog regelmatig bergpurperspreeuwen gezien. Volgens de lokale bevolking zou deze spreeuw na 1991 nog steeds veel voorkomen. Echter, in het leefgebied wonen weinig mensen en de trend is dat er steeds minder mensen gaan wonen. In 2006 lukte het niet om wetenschappelijk bewijs voor de aanwezigheid van deze soort te verkrijgen. In 2010 zijn er wel gedocumenteerde waarnemingen. Op grond van dit weinige materiaal werd in 2017 de grootte van de populatie door BirdLife International geschat op 250-1000 volwassen individuen. Men vermoedt dat de vogel in aantal achteruit gaat door de introductie van roofdieren (honden, katten en ratten) en bepaalde vogelziekten. Deze purperspreeuw staat daarom als bedreigd op de Rode Lijst van de IUCN.